# مقاطعة بزارجق
محافظة بزارجق (بالبلغارية: Област Пазарджик)‏ هي إحدى مقاطعات بلغاريا تقع في جنوب بلغاريا. يقدر عدد سكانها بـ 275,548 نسمة ومساحتها 4,456.9 كم2 .

## الموقع
موقع المقاطعة بين مقاطعات بلغاريا: